# Cardoso (Stazzema)
Cardoso è una frazione del comune italiano di Stazzema, nella provincia di Lucca, in Toscana.

## Geografia fisica
Situato in alta Versilia, il paese è prospiciente al Parco naturale regionale delle Alpi Apuane ed è collocato sul fondovalle del torrente Cardoso, ai piedi dell'anfiteatro naturale costituito dal Monte Forato e dalla Pania della Croce. Cardoso si trova sull'omonimo torrente e dà il nome alla stessa valle che comprende anche i paesi di Pruno, Volegno e le località di Colombetta e Orzale.

## Storia
La zona ricca di acque e boschi i ripari e la sicurezza fornita dalle aspre montagne che circondano il Cardoso,  hanno sicuramente favorito, da tempi remoti gli insediamenti umani.  La zona fu frequentata fin dal neolitico come documentano i ritrovamenti effettuati nella "buche delle fate", una cavità nei pressi dell'Orzale, nel 1966 e oggi conservati nel museo archeologico versiliese. ll paese attuale nacque presumibilmente nel 1407 grazie all'unione delle due località di Malinventre e Farneta, si consolidò come villaggio minerario grazie alla lavorazione del ferro proveniente dalle Buche della Vena, attive fino al 1986, e alle Cave di pietra situate nei dintorni, mantenendo tale vocazione ancora oggi. A Cardoso in epoca feudale i Pisani fecero costruire una torre, distrutta dall'alluvione del 1996, con lo scopo di controllare l'estrazione delle sabbie silicie, grazie alle quali era possibile produrre il vetro. Nel XVI secolo, a causa di conflitti interni il paese torna a dividersi in frazioni, per poi riunificarsi con l'aggiunta del piccolo borgo di Orzale.Il naturalista Giovanni Targioni Tozzetti nell’autunno del 1763 esplorando il Granducato di Toscana giunse nella valle di Cardoso facendo notare come la zona avesse "poco terreno campio d’intorno, ma con castagneti vastissimi propagati fino a dove si possono reggere donde i paesani traggono quasi tutto il loro sostentamento". Un'economia pertanto fortemente basata sulla produzione della farina di castagne che, come notava il Targioni Tozzetti, avrebbe dovuto essere integrata con altre produzioni come la patata considerando che in alcuni anni "la raccolta delle castagne era stata scarsissima a cagione della stravaganza dei temporali". Dopo solo sette anni, nel 1770 Francesco Campana addetto alla segreteria di Stato del Granducato di Toscana, evidenzia come  "Il cardoso è in valle profonda e contiene in sé 4 villaggi..... In quel periodo erano presenti 42 case e 195 abitanti, i quali allevavano 42 capi vaccini, 285 pecore, 30 capre, si praticava inoltre l'allevamento dei bachi da seta per una produzione di 780 libbre di bozzoli". Di interesse notare come venisse data importanza alla valle del cardoso e non ai singoli paesi che la compongono Cardoso, Volegno, Orzale e Pruno.

### Alluvione del 1996
Il 19 giugno 1996 il paese fu colpito da un'alluvione, che distrusse molti edifici, ricostruiti negli anni successivi. Piovve ininterrottamente per 6 ore e alle 13.50 si raggiunse la massima intensità scaricando mezza tonnellata di acqua (482 millimetri) per ogni metro quadro di superficie. Fango, pietre e grandi massi, interi castagneti, a ondate successive piombarono sul paese per un totale di oltre 2.200.000 metri cubi di detriti livellando completamente l'alveo del fiume e in alcuni casi innalzandolo di 12 metri. In tutto il comprensorio del comune di Stazzema si verificarono oltre cinquecento frane sia lineari lungo i canali sia areali lungo i versanti. L'alluvione causò molti danni materiali e dodici morti. Anche Fornovolasco fu gravemente danneggiato. Nella gravità dell'evento il danno fu paradossalmente contenuto perché avvenne in pieno giorno quando molte persone erano fuori casa. L'evento meteorologico che distrusse il Cardoso non fu previsto a causa della ridottissima estensione superficiale dell'evento e della carenza strumentale in dotazione al Dipartimento della Protezione Civile e al Servizio meteorologico dell'Aeronautica Militare che aveva previsto, cielo poco nuvoloso, indicando la possibilità di precipitazioni temporalesche sulle regioni nord-orientali, con particolare riguardo al settore alpino o prealpino. Dopo l'evento sono state adottate nuove tecniche capaci di prevedere casi similari. Storicamente l'area di Cardoso era già stata interessata da eventi alluvionali nel 1662, quando la piena spazzo via la ferriera del paese. Per la Versilia vengono anche ricordate alluvioni nel 1679-1750-1845-1885 e 1902 che presumibilmente recarono danni anche a Cardoso.

## Monumenti e luoghi d'interesse

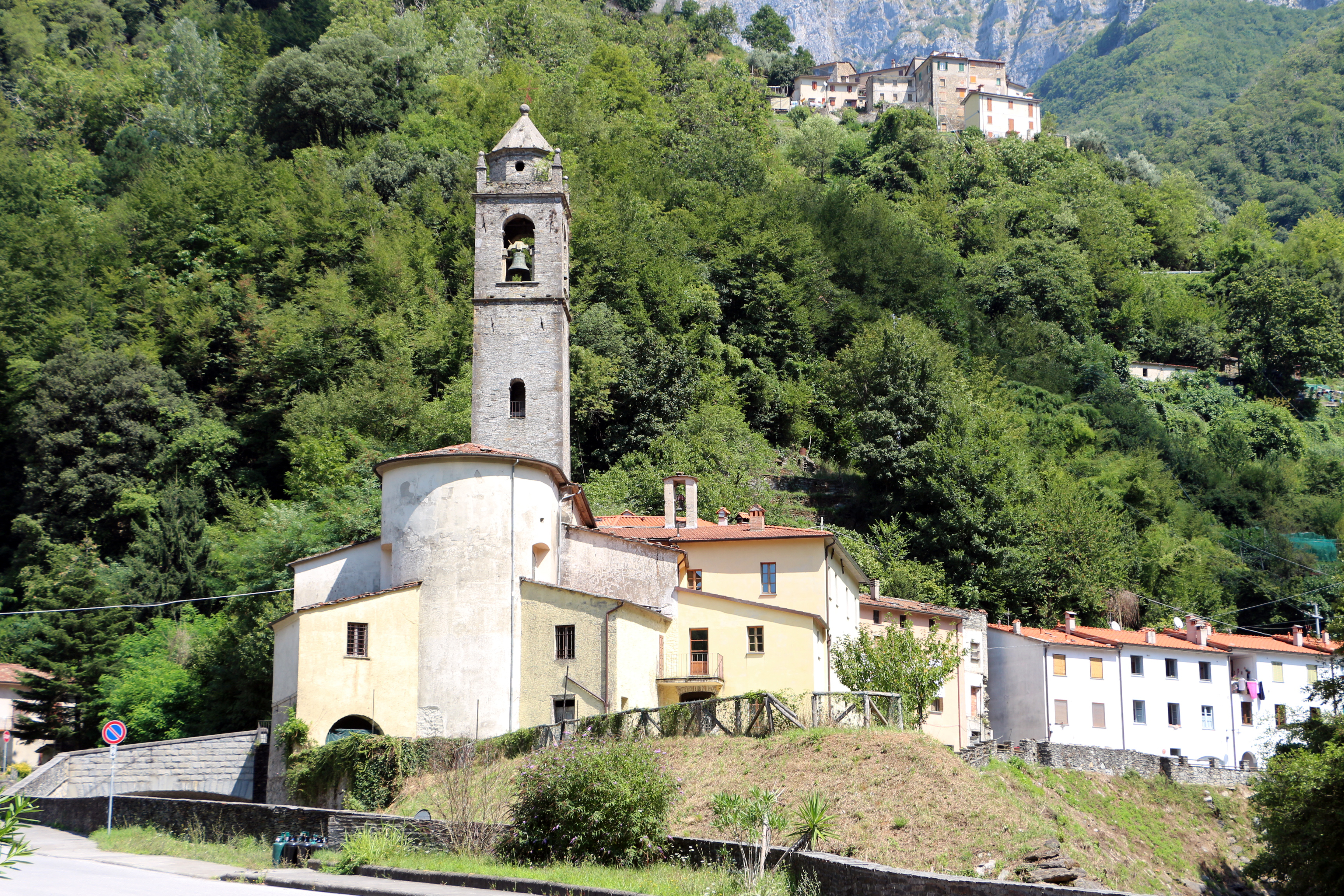
La parrocchiale di Santa Maria Assunta

Nel centro del borgo si trovano la chiesa di Santa Maria Assunta, risalente al XVIII secolo, con il coro affrescato da Ranieri Leonetti (1821-1883) nativo del Cardoso, e il fonte battesimale opera del fiorentino Donato Benti, datato 1528. La torre campanaria (alta 22 metri) separata dal corpo di fabbrica della chiesa risale al 1745, quando vennero avviati i lavori che terminarono nel 1863. Essa ospita un doppio di quattro campane elettrificate fuse dal fonditore lucchese Luigi Magni nel 1887. Sono inoltre presenti due edicole poste rispettivamente nella parte alta del Cardoso e a Vallinventri, dove si alternano ogni anno le processioni di San Rocco.
In località Vallinventri è presente un arco a sesto acuto che delimita una piazzetta, chiamata "rughetta", dove si racconta erano presenti le prigioni.
Nei boschi sopra il paese sono stati rinvenuti i ruderi delle mura del borgo di Casamenta, distrutto da Castruccio Castracani, signore di Lucca, durante le sue spedizioni punitive in Versilia: qui si trova la chiesa di San Leonardo, riedificata in ricordo della precedente parrocchia dello scomparso villaggio.
Nei pressi di San Leonardo, in località Trogna, è stato recentemente ritrovato e reso facilmente fruibile un sito di incisioni rupestri raffiguranti lame pennate risalenti al periodo precristiano. Durante i primi interventi di ripristino fu infatti ritrovato un frammento fittile di anfora Greco/Italica, datata dagli archeologi della soprintendenza di Lucca tra il III sec, a.C. e la seconda metà del II sec. a.C. L'areale è ricco di molte incisioni rupestri che meriterebbero una maggiore attenzione
In paese sono stati posti tre monumenti: una colonna di marmo sovrastata dalla vittoria alata, con basamento su cui sono incisi i nomi dei caduti del Cardoso tra le due guerre; un altro in pietra, in ricordo dell'alluvione del 1996; e un terzo in bronzo, posto il 16 agosto 2007, in ricordo dei vigili del fuoco che si prodigarono per risollevare la popolazione dalla sventura dell'alluvione.
Nei pressi del paese si trovano le Cave di Pietra del Cardoso, dove si estrae ancora una varietà di ardesia, chiamata pietra del Cardoso. Tali cave sono oggetto di una dura battaglia ambientalista per la loro chiusura da parte del movimento No Cav.

## Società

### Tradizioni e folclore
Presso il piccolo oratorio di San Leonardo, situato sotto la Penna Rossa e il Monte Forato, ogni anno il paese di Cardoso si riunisce per la festa delle rose, che per i cardosini coincide, normalmente, con la prima domenica dopo la pentecoste. “ Questa chiesuola era la più piccola del capitanato ed esisteva , sebbene la borgata fosse sparita, ancora nei primi anni del regno di Cosimo III (1537-1569), quando venne restaurata dal Caporale Agostino Lancellotti di Cardoso.”, Oggi l'oratorio è ancora raggiungibile solo a piedi e si caratterizza per il consueto cerimoniale religioso, dopo il quale la comunità festeggia l'arrivo degli uomini della neve, per poi mettersi a tavola con i tordelli e le granite di neve. Dopo una breve pausa durante l'alluvione, la festa si svolge regolarmente ogni anno.
Di particolare interesse la tradizione degli uomini della neve, sopravvissuta in pochi altri paesi montani come Aritzo sulle pendici del Gennargentu. La pratica di raccogliere la neve durante il periodo estivo, già citata in documenti del 1678 e descritta da Francis Vane nel 1908, per la straordinaria dimensione dei blocchi di ghiaccio che venivano trasportati, è rinnovata ogni anno per la festa di San Leonardo. Ancora oggi a Cardoso la neve viene prelevata dalle buche della neve situate nella Valle d'Inferno del monte Pania della Croce a 1600 metri s.l.m. e trasportata a spalle, attraverso il passo degli uomini della neve, e la foce di valli, fino al santuario di San Leonardo posto a 400 metri s.l.m. Il trasporto della neve viene accompagnato dal suono della Charonia Tritonia considerato il primo strumento di comunicazione dell'uomo di Cro-Magnon e la cui tradizione si è tramandata fino ai giorni nostri sugli alpeggi di Cardoso. Altri strumenti di richiamo sono i tromboni. In primavera, quando i polloni di castagno entrano in succhio, vengono costruite queste caratteristiche trombe il cui suono baritonale ricorda quello di un corno. La voce del trombone può essere sentita riecheggiare a distanza di chilometri e infatti fino agli anni '40, secondo alcune fonti orali, veniva utilizzata come richiamo dai contadini che si attardavano nei boschi oltre il vespro.
Il gioco della Boccia coinvolge gran parte degli uomini del paese che si sfidano una volta l'anno la mattina di Pasqua. Vince la squadra che compie meno tiri di boccia da Vallinventri a Pontestazzemese. Il gioco avviene sia in discesa che in salita, e deve essere prestata particolare attenzione ad evitare che la boccia finisca nel fiume. Prima che allargassero la strada alcuni tiratori riuscivano a far saltare la boccia il Col del Cavallo, per evitare la curva, e assicurarsi la vittoria.
A partire dal 2013 viene festeggiata l'Epifana del Pennato nella prima domenica del mese di gennaio nel sito archeologico di Trogna. In questo periodo il sole passa tra il monte Nona e il monte Procinto proiettando il proprio raggio di luce sul sasso dei pennati del sito di Trogna dove sono presenti numerosi incisioni rupestri. Durante l'evento solare vengono posizionati i pennati sopra le incisioni in maniera rituale per poi festeggiare insieme al santuaro di San Leonardo.
Dal 2015 è stato avviato un gemellaggio con Cardoso di Gallicano che viene raggiunto a piedi percorrendo gli antichi sentieri e le mulattiere di montagna. L'iniziativa viene arricchitta con lo scambio di prodotti tipici tra paesi dallo stesso nome con tradizioni storiche e culturali diverse, con l'obiettivo di unire fisicamente e culturalmente gli abitanti dell'Alta Versilia alla Garfagnana.

## Geografia antropica
Oltre alle piccole località di Colombetta e Orzale, sono collegate al paese di Cardoso anche una serie di case sparse situate tra i 700 e gli 800 metri s.l.m., un tempo alpeggi di pertinenza della comunità: Cima La Ripa, Collemezzana, Grati, Colleoni, Puccio, La Tomba, La Capriola, La Grotta e La Fania.

## Sport

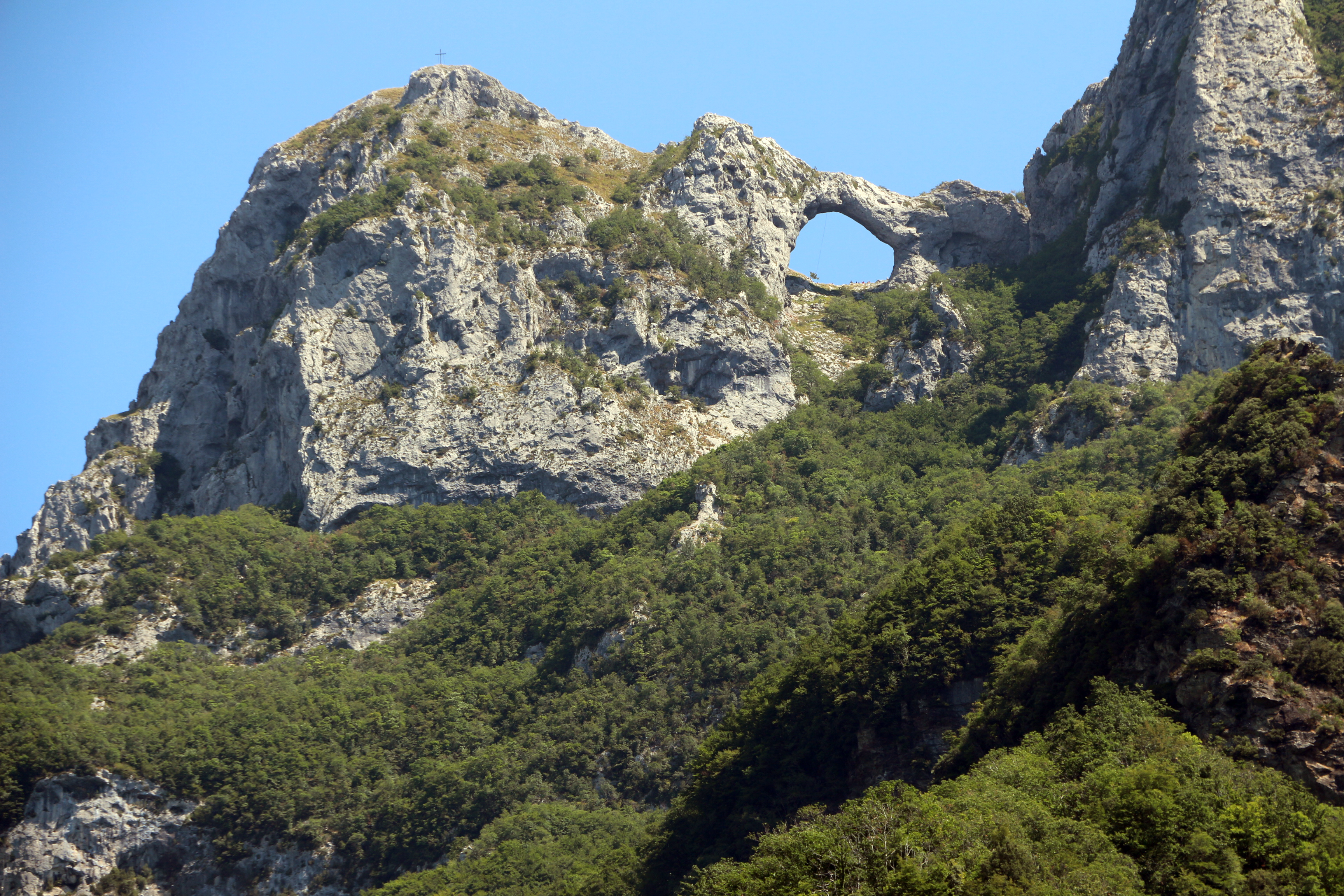
Monte Forato visto dal Cardoso

Il Cardoso per la sua collocazione di fondovalle si presta per numerose ascensioni e permette l'uso di una moltitudine di sentieri sia di natura escursionistica che alpinistica.

### Escursionismo
- La via dell'acqua (2 ore):[25] dalla chiesa di Cardoso,[26] passando sotto l'arco si segue il segnavia 7 del CAI fino a raggiungere la località di Orzale, da qui si prosegue seguendo le indicazioni per San Leonardo, per poi terminare ai due canali e discendere sulla segnaletica 8 del CAI. Per oltre tre quarti del suo tracciato il sentiero si presenta con una impercettibile pendenza creata artificialmente per captare le acque, condurle in un invaso posizionato sotto San Leonardo e produrne energia idroelettrica. Lungo il tracciato è stato recentemente scoperto un sito rupestre con delle incisioni pre cristiane raffiguranti pennati.
- Vallinventri–Pruno–Cardoso (1 ora): dal Mulino degli Ulivi, subito dopo il cartello segnaletico del paese di Cardoso parte la vecchia mulattiera che conduce a Pruno. La via attraversa castagneti secolari e orti terrazzati ancora eroicamente coltivati. Il sentiero giunge sotto la chiesa di Pruno per poi ridiscendere su via di cava fino al Cardoso.

Da Cardoso è inoltre possibile raggiungere altri paesi come Stazzema seguendo la segnavia SAV, o andare a Palagnana seguendo il sentiero CAI 8 attraversando la foce delle porchette, e anche a Fornovolasco salendo per il sentiero CAI 12, proseguendo per il CAI 124 fino alla foce di Petrosciana e scendendo per il sentiero CAI 6.

### Alpinismo
Le montagne preferibilmente raggiungibili dal Cardoso sono la Pania della Croce passando da Collemezzana e salendo da foce di valli per il passo degli uomini della neve lungo il sentiero CAI 7, il Monte Forato CAI 12 e il Monte Croce CAI 8.